# Лединниково
Лединниково — опустевшая деревня в Старицком районе Тверской области. Входит в состав сельского поселения «станция Старица».

## География
Находится в южной части Тверской области на расстоянии приблизительно 9 км на юго-запад от районного центра города Старица.

## История
Деревня была отмечена ещё на карте 1825 года. В 1859 году здесь (деревня Старицкого уезда) было учтено 5 дворов, в 1941 — 16. До 2012 года входила в состав Корениченского сельского поселения.

## Население
Численность населения: 49 человек (1859 год), 0 как в 2002 году, так и в 2010.